# Lythria rufataria
Lythria rufataria är en fjärilsart som beskrevs av Vorbrodt 1917. Lythria rufataria ingår i släktet Lythria och familjen mätare. Inga underarter finns listade i Catalogue of Life.